# Campeonato Mundial de Atletismo de 2007 - Salto em altura feminino
O salto em altura feminino no Campeonato Mundial de Atletismo de 2007 foi realizada no Estádio Nagai, em Osaka, no Japão, entre os dias 31 de agosto a 2 de setembro de 2007.

## Recordes
Antes desta competição, os recordes mundiais e do campeonato nesta prova eram os seguintes:
| Tipo                  | Atleta             | Altura | Local | Data                 |
| --------------------- | ------------------ | ------ | ----- | -------------------- |
|                       | Stefka Kostadinova | 2,09   | Roma  | 30 de agosto de 1987 |
| Recorde do campeonato | Stefka Kostadinova | 2,09   | Roma  | 30 de agosto de 1987 |

## Medalhistas
| Ouro                | Prata                                               |
| Blanka Vlašić (CRO) | Antonietta Di Martino (ITA) · Anna Chicherova (RUS) |

## Calendário
Todos os horários estão no horário local (UTC+9)
| Data          | Horário | Fase         |
| ------------- | ------- | ------------ |
| 31 de agosto  | 10:10   | Qualificação |
| 2 de setembro | 19:00   | Final        |

## Resultados

### Qualificação
Qualificação: 1,94 m (Q) ou as 12 melhores performances (q).
| Pos. | Grupo | Atleta                | Nacionalidade        | 1.80 | 1.84 | 1.88 | 1.91 | 1.94 | Marca | Notas |
| ---- | ----- | --------------------- | -------------------- | ---- | ---- | ---- | ---- | ---- | ----- | ----- |
| 1    | A     | Kajsa Bergqvist       | Suécia               | –    | o    | o    | o    | o    | 1.94  | Q     |
| 1    | A     | Vita Palamar          | Ucrânia              | –    | o    | –    | o    | o    | 1.94  | Q     |
| 1    | A     | Yelena Slesarenko     | Rússia               | –    | o    | o    | o    | o    | 1.94  | Q     |
| 1    | A     | Blanka Vlašić         | Croácia              | –    | o    | –    | o    | o    | 1.94  | Q     |
| 1    | B     | Ruth Beitia           | Espanha              | –    | o    | o    | o    | o    | 1.94  | Q     |
| 1    | B     | Anna Chicherova       | Rússia               | –    | o    | o    | o    | o    | 1.94  | Q     |
| 7    | A     | Marina Aitova         | Cazaquistão          | o    | o    | o    | xo   | o    | 1.94  | Q     |
| 7    | B     | Emma Green            | Suécia               | –    | o    | xo   | o    | o    | 1.94  | Q     |
| 9    | A     | Amy Acuff             | Estados Unidos       | –    | xo   | xo   | xo   | o    | 1.94  | Q     |
| 10   | A     | Miruna Mataoanu       | Roménia              | –    | o    | xo   | o    | xo   | 1.94  | Q,    |
| 10   | B     | Antonietta Di Martino | Itália               | o    | o    | xo   | o    | xo   | 1.94  | Q     |
| 10   | B     | Yekaterina Savchenko  | Rússia               | o    | o    | o    | xo   | xo   | 1.94  | Q     |
| 13   | A     | Tia Hellebaut         | Bélgica              | –    | o    | o    | xxo  | xo   | 1.94  | Q     |
| 14   | A     | Barbora Laláková      | Chéquia              | o    | o    | o    | o    | xxo  | 1.94  | Q     |
| 14   | A     | Levern Spencer        | Santa Lúcia          | –    | o    | o    | o    | xxo  | 1.94  | Q,    |
| 16   | B     | Melanie Skotnik       | França               | o    | o    | o    | xxo  | xxo  | 1.94  | Q     |
| 17   | A     | Romana Dubnová        | Chéquia              | o    | o    | xo   | xo   | xxx  | 1.91  |       |
| 18   | B     | Iva Straková          | Chéquia              | o    | o    | xxo  | xxo  | xxx  | 1.91  |       |
| 19   | B     | Romary Rifka          | México               | o    | o    | o    | xxx  |      | 1.88  |       |
| 20   | A     | Dóra Győrffy          | Hungria              | o    | o    | xo   | xxx  |      | 1.88  |       |
| 20   | B     | Anna Ustinova         | Cazaquistão          | o    | o    | xo   | xxx  |      | 1.88  |       |
| 22   | A     | Marta Mendía          | Espanha              | xo   | o    | xo   | xxx  |      | 1.88  |       |
| 23   | B     | Ebba Jungmark         | Suécia               | o    | xxo  | xo   | xxx  |      | 1.88  |       |
| 24   | B     | Erin Aldrich          | Estados Unidos       | o    | o    | xxo  | xxx  |      | 1.88  |       |
| 25   | A     | Inna Gliznuta         | Moldávia             | xo   | o    | xxo  | xxx  |      | 1.88  |       |
| 25   | B     | Adonia Steryiou       | Grécia               | xo   | o    | xxo  | xxx  |      | 1.88  |       |
| 27   | B     | Juana Arrendel        | República Dominicana | xo   | o    | xxx  |      |      | 1.84  |       |
| 28   | A     | Miyuki Aoyama         | Japão                | o    | xo   | xxx  |      |      | 1.84  |       |
| 28   | B     | Nicole Forrester      | Canadá               | –    | xo   | xxx  |      |      | 1.84  |       |
| 28   | B     | Oana Pantelimon       | Roménia              | o    | xo   | xxx  |      |      | 1.84  |       |

### Final
A final ocorreu dia 2 de setembro às 19:00.
| Pos.             | Atleta                | Nacionalidade  | 1.85 | 1.90 | 1.94 | 1.97 | 2.00 | 2.03 | 2.05 | 2.10 | Marca | Notas           |
| ---------------- | --------------------- | -------------- | ---- | ---- | ---- | ---- | ---- | ---- | ---- | ---- | ----- | --------------- |
| Medalha de ouro  | Blanka Vlašić         | Croácia        | o    | o    | o    | o    | xo   | o    | xxo  | xxx  | 2.05  |                 |
| Medalha de prata | Anna Chicherova       | Rússia         | o    | o    | o    | o    | xo   | xo   | xxx  |      | 2.03  | Recorde pessoal |
| Medalha de prata | Antonietta Di Martino | Itália         | xo   | o    | o    | o    | o    | xo   | xxx  |      | 2.03  | =               |
| 4                | Yelena Slesarenko     | Rússia         | o    | o    | o    | o    | xo   | xxx  |      |      | 2.00  |                 |
| 5                | Yekaterina Savchenko  | Rússia         | o    | o    | xo   | o    | xxo  | xxx  |      |      | 2.00  | Recorde pessoal |
| 6                | Ruth Beitia           | Espanha        | o    | o    | o    | xo   | xxx  |      |      |      | 1.97  |                 |
| 7                | Marina Aitova         | Cazaquistão    | o    | o    | o    | xxx  |      |      |      |      | 1.94  |                 |
| 7                | Kajsa Bergqvist       | Suécia         | o    | o    | o    | xxx  |      |      |      |      | 1.94  |                 |
| 7                | Emma Green            | Suécia         | o    | o    | o    | xxx  |      |      |      |      | 1.94  |                 |
| 7                | Melanie Skotnik       | França         | o    | o    | o    | xxx  |      |      |      |      | 1.94  |                 |
| 7                | Vita Palamar          | Ucrânia        | o    | o    | o    | xxx  |      |      |      |      | 1.94  |                 |
| 12               | Amy Acuff             | Estados Unidos | o    | xo   | xxo  | xxx  |      |      |      |      | 1.94  |                 |
| 13               | Miruna Mataoanu       | Roménia        | xo   | o    | xxx  |      |      |      |      |      | 1.90  |                 |
| 14               | Tia Hellebaut         | Bélgica        | o    | xo   | xxx  |      |      |      |      |      | 1.90  |                 |
| 15               | Barbora Laláková      | Chéquia        | o    | xxo  | xxx  |      |      |      |      |      | 1.90  |                 |
| 15               | Levern Spencer        | Santa Lúcia    | o    | xxo  | xxx  |      |      |      |      |      | 1.90  |                 |

Legenda
| Recorde mundial       | Recorde mundial (World record)               |                       | Recorde africano                      | Recorde africano (African) |                                           | Q | Classificado por posição (Qualified) |
| Recorde do campeonato | Recorde do campeonato (Championship record)  | Recorde da América    | Recorde da América (Americas)         | q                          | Classificado por melhor tempo (Qualified) |   |                                      |
| Melhor marca do ano   | Melhor marca do ano (World leading)          | Recorde asiático      | Recorde asiático (Asian)              | DNS                        | Não largou (Did not start)                |   |                                      |
| Recorde nacional      | Recorde nacional (National record)           | Recorde europeu       | Recorde europeu (European)            | DNF                        | Não terminou (Did not finish)             |   |                                      |
| Recorde pessoal       | Recorde pessoal do atleta (Personal best)    | Recorde da Oceania    | Recorde da Oceania (Oceania)          | DSQ / DQ                   | Desclassificado (Disqualified)            |   |                                      |
| Recorde da temporada  | Recorde da temporada do atleta (Season best) | Recorde sul-americano | Recorde sul-americano (South America) | NM                         | Sem marca (No mark)                       |   |                                      |